# Італія на Європейських іграх 2015
Італія на перших Європейських іграх у Баку була представлена 278 атлетами.

## Медалісти
| Медаль | Спортсмен           | Вид спорту      | Дисципліна                            | Дата      |
| ------ | ------------------- | --------------- | ------------------------------------- | --------- |
| Золото | Наталія Валеєва     | Стрільба з лука | Мікст                                 | 17 червня |
| Золото | Мауро Несполі       | Стрільба з лука | Мікст                                 | 17 червня |
| Золото | Наталія Валеєва     | Стрільба з лука | Жінки, командна першість              | 18 червня |
| Золото | Гвендаліна Санторі  | Стрільба з лука | Жінки, командна першість              | 18 червня |
| Золото | Елена Тонетта       | Стрільба з лука | Жінки, командна першість              | 18 червня |
| Золото | Петра Цубласінг     | Стрільба        | Жінки, гвинтівка з трьох позицій 50 м | 19 червня |
| Золото | Валеріо Лукіні      | Стрільба        | Чоловіки, скит                        | 21 червня |
| Золото | Нікколо Кампріані   | Стрільба        | Мікст, пневматична гвинтівка 10 м     | 22 червня |
| Золото | Петра Цубласінг     | Стрільба        | Мікст, пневматична гвинтівка 10 м     | 22 червня |
| Золото | Валеріо Лукіні      | Стрільба        | Мікст, скит                           | 22 червня |
| Золото | Діана Бакосі        | Стрільба        | Мікст, скит                           | 22 червня |
| Золото | Аліче Волпі         | Фехтування      | Жінки, рапіра                         | 23 червня |
| Золото | Алессіо Фоконі      | Фехтування      | Чоловіки, рапіра                      | 25 червня |
| Золото | Свева Ск'яццано     | Плавання        | Жінки, 1500 м вільним стилем          | 25 червня |
| Золото | Луїджі Міракко      | Фехтування      | Чоловіки, командна шабля              | 26 червня |
| Золото | Массіміліано Муроло | Фехтування      | Чоловіки, командна шабля              | 26 червня |
| Золото | Альберто Пеллегріні | Фехтування      | Чоловіки, командна шабля              | 26 червня |
| Золото | Джованні Репетті    | Фехтування      | Чоловіки, командна шабля              | 26 червня |